# Mirco Nontschew
Mirko Nontchev est un comédien allemand né le 29 octobre 1969 à Berlin-Est et mort le 3 décembre 2021. Il s'est fait connaître pour son rôle dans la série télévisée comique allemande RTL Samstag Nacht (1993-1998).

## Débuts
Mirko Nontchev est né à Berlin-Est, le 29 octobre 1969. Son père, Vesko Nontchev, était un musicien bulgare qui avait émigré en Allemagne de l'Est et sa mère était une journaliste allemande. Suivant le souhait de ses parents, il a appris le métier de mécanicien à la VEB Medizinische Geräte de Berlin. Le 28 juillet 1989, il apparaît pour la première fois sur scène en tant que beatboxer et breakdancer avec son groupe «Downtown Lyrics» à Radebeul près de Dresde. Il jouait également du piano et de la batterie. Peu de temps après, à la chute du mur, il émigre en Allemagne de l'Ouest.

## Carrière
En 1993, il est contacté par Hugo Egon Balder (en), qui cherche alors des comédiens pour sa nouvelle série télévisée comique RTL Samstag Nacht. Nontchev fut la première personne choisie, principalement en raison de son talent d'imitateur. Il a été membre de l'émission de sketchs pendant toute sa durée, de 1993 à 1998.
En 2001, Nontchev a eu sa propre émission, Mircomania, qu'il animait aux côtés de Janine Kunze (en) sur Sat.1. Il est ensuite apparu dans les comédies allemandes 7 Nains – Hommes Seuls dans les Bois (de) (2004) et 7 Nains – La Fôret Ne Suffit Pas (de) (2006) ainsi que dans d'autres films.
À partir de 2005, il est régulièrement invité dans l'émission d'improvisation comique Frei Schnauze (de) et en 2012, il s'est associé à Sophia Thomalla ainsi qu'à son collègue comédien Oliver Beerhenke (de) pour un redémarrage de l'émission de Sat.1 Die Dreisten Drei (de).
Ses dernières apparitions remontent à 2021 en tant que candidat à deux saisons de l'émission LOL: Last One Laughing (en), de Bully Herbig. Il est également apparu dans la troisième saison sortie en avril 2024, quatre mois après sa mort. La saison lui a été dédiée.

## Vie personnelle
Nontchev a eu deux filles, une avec son ex-femme Melanie Nontchev et une avec sa petite amie Monique Bredow,. Il est décédé le 3 décembre 202, à l'âge de 52 ans.